# Верёвкин, Александр Николаевич (1864)
Александр Николаевич Верёвкин (1864—1920) — русский юрист, товарищ министра юстиции, сенатор; тайный советник (1908), гофмейстер (1912).

## Биография
Родился 20 августа 1864 года. Происходил из дворянского рода Верёвкиных
По окончании Училища правоведения поступил на службу в Министерство юстиции кандидатом на судебные должности при прокуроре Санкт-Петербургской судебной палаты (1886). Затем — столоначальник департамента Министерства юстиции. С 1892 года — помощник юрисконсульта, а с 1896 — юрисконсульт министерства. С 1905 года был членом консультации при министерстве; в 1906 году был  назначен директором первого департамента министерства.
В 1910—1917 годах — товарищ министра юстиции. Возглавлял особое совещание при министерстве для выяснения вопроса о русских государственных национальных цветах.
В 1910 году возглавил Особое совещание для рассмотрения вопроса о применении дактилоскопического способа исследования отпечатков, оставляемых злоумышленниками на месте происшествия.
Сенатор (1915) и член Государственного совета по назначению (1917). В Госсовете входил в группу правых. После Февральской революции допрашивался Чрезвычайной следственной комиссией Временного правительства.
Скончался в Петрограде 19 мая 1920 года от отёка легких, похоронен на кладбище Новодевичьего монастыря.

## Семья
Был женат на Лидии Александровне Пантелеевой (1872—1913), дочери иркутского генерал-губернатора А. И. Пантелеева. Все их дети в сталинское время были репрессированы:
- Лидия (1899 — 14.01.1940), умерла в концлагере от туберкулёза; муж — князь Михаил Михайлович Долгоруков (1891—1937, расстрелян).
- Кирилл (1902—1977, Ухта), репрессирован трижды.
- Александр (1903—1938), расстрелян во время большого террора.